# كوزيمو الأول
كوزيمو الأول دي ميديشي (12 يونيو 1519 - 21 أبريل 1574) كان دوقا لفلورنسا، قبل أن يصبح أول من يطلق عليه لقب غراندوق أو دوق توسكانا الأكبر، حكم بين عامي 1537 و1569 ؛ تولى العديد من مناصب الهامة، أبرزها رئاسة فرسان الصوف الذهبي.

## حياته

### الاستيلاء على السلطة
نجل الكوندوتييرو جوفاني دالي باندي نيري وماريا سالفياتي، صعد كوزيمو إلى السلطة سنة 1537، بعمر السابعة عشر فقط بعد اغتيال دوق فلورنسا ألساندرو دي ميديشي. كان وراء الجريمة لورينزينو دي ميديشي، ابن العم البعيد للدوق ألساندرو، مع ذلك لم يتمكن من اغتنام هذه الفرصة ليحل محل قريبه فانتهى به الأمر بالفرار من فلورنسا. لم تبد أياً من العائلات المهمة قادرة على أن تحل محل آل ميديشي عندما كوزيمو ظهر بالمدينة وكان غير معروف آنذاك متبوعاً ببعض الخدم. قادماً من موجيلو حيث ترعرع بعد وفاة والده، واستطاع تعيين نفسه دوقاً على الرغم من انتماءه لفرع ثانوي للأسرة. في الواقع، نظرا لشبابه وسلوك المتواضع أمـِل العديد من شخصيات فلورنسا المؤثرة آنذاك بالتعامل مع شاب ضعيف يبحث على اللهو، ويجذبه والصيد والنساء ؛ شخص يتأثر بسهولة. فعـُين كوزيمو رئيساً للحكومة شريطة أن يمارس مجلس الثمانية والأربعين السلطة. ولكن كوزيمو ورث روح المقاتل تماماً، وعند الضرورة، قساوة جدته كاتيرينا سفورزا.
في الواقع، بمجرد تتويجه بالسلطة وبعد حصوله على مرسوم يستبعد فرع لورينزيزي من أي حق بالخلافة، أقصى أعضاء المجلس وتولى السلطة المطلقة. اعاد سلطة آل ميديشي بثبات فبقية تحكم فلورنسا وتوسكانا منذ ذلك الوقت حتى انقراض السلالة، التي وقعت بموت آخر الغراندوق آل ميديشي جان غاستوني من دون ورثة في سنة 1737. ولكن تركيبة الحكم التي أنشأها كوزيمو استمرت حتى قيام مملكة إيطاليا.
اختار العديد من المواطنين الهامين المنفى الطوعي على طغيان كوزيمو. وقد جمع هؤلاء شعثهم بدعم من فرنسا والدول المتاخمة لفلورنسا للإطاحة بالحكومة الفلورنسية. وفي نهاية يوليو سنة 1537 في ساروا إلى توسكانا تحت قيادة بييرو ستروتسي.
لمـّا علـِم كوزيمو باقترابهم، أرسل نخبة قواته بقيادة ألساندرو فيتيلي لقتال العدو. والتقى الفريقان قـُرب حصن مونتيمورلو في الأول من أغسطس من عام 1537، وبعد هزيمة جيش المنفيين، هاجم فيتيلي القلعة، حيث لجأ ستروتسي وأعوانه. لم يدم حصار سوى بضع ساعات فقط، وانتهى بسقوط المحاصرين، فحقق كوزيمو أول انتصار عسكري.
سيق قادة التمرد إلى السجن، ثم ضربت أعناقهم في قصر بارجيلو. تصرف كوزيمو طيلة حياته بوحشية ضد أولئك الذين حاولوا معارضة خططه. وينبغي التذكير بأن أستبداده في الأغلب لم يكن موجهاً ضد الشعب، ولكن ضد النبلاء والبورجوازية الفلورنسية الغنية الذين حاولوا تحدي سلطته.

## روابط خارجية
- كوزيمو الأول على موقع الموسوعة البريطانية (الإنجليزية)